# Михайло Горечко
Михайло Горечко (19 жовтня 1903, Яксманичі — 14 січня 1953, Джонка) — український греко-католицький священник, жертва радянських репресій. Слуга Божий.

## Життєпис
Народився 19 жовтня 1903 року в с. Яксманичі Перемиського повіту в сім'ї Антона і Анни. У 1924 році закінчив Перемишльську чоловічу гімназію. Навчався в Перемишльскій греко-католицькій семінарії (1924—1930). Ієрейські свячення отримав 30 березня 1930 року з рук єпископа Йосафата Коциловського.
Душпастирював у селах Гирова (завідатель 1930—1932), Воля Цеклинська (парох 1932—1939). У 1939—1944 роках душпастир у парафіях: Головецько Долішнє, Гусне Вижне, Потік Великий. Завідатель парафії села Росохи в 1944—1950 роках.
У березні 1950 року арештований Управління МДБ у Дрогобицькій області. Утримуваний у пересильному таборі в м. Борислав, де важко захворів на легені і лежав у лікарні. За Постановою Особливої Наради при МДБ СРСР вислений на спецпослення. 4 липня 1950 року прибув у Хабаровський край — селище Джонка, Нанайського району, Корейський мис. Хворий гіпертонією, помер після того, як відслужив Службу Божу на Новий Рік 1953 року у селищі Джонка, де й похоронений 16 січня 1953 року на місцевому цвинтарі. На похороні було 12 греко-католицьких священиків.

### Беатифікаційний процес
Від 2001 року триває беатифікаційний процес прилучення о. Михайла Горечка до лику блаженних.